# Grimslöv
Grimslöv è una piccola area urbana (tatört) che si trova nel comune di Alvesta nella contea di Kronoberg.